# Manutention civile
Les manutentions civiles étaient des établissements industriels de fabrication du pain au XIXe siècle.

## Étymologie
La manutention est définie par le dictionnaire de la langue française d'Émile Littré de 1877 comme étant "l'établissement où se forme le pain pour la troupe". Le qualificatif de civile appliqué à la manutention transfert la définition vers la fabrication de pain pour les populations civiles et se trouve utilisé dans une enquête commandée par le Conseil d'État en juin 1859 sur la boulangerie.

## Histoire
Le pain constitue au XIXe siècle la nourriture principale de la population, ce qui explique la réglementation sur les boulangeries de 1791 qui permet aux municipalités de fixer administrativement le prix du pain. Le décret impérial du 6 novembre 1813 réglemente les conditions d'exercice du métier de boulanger dans les grandes villes. Dans les années 1850, le prix du blé est au plus haut à la suite de mauvaises récoltes. Des sociétés de manutention civile se créent dans plusieurs villes de France pour concurrencer les petites boulangeries et abaisser le prix du pain.
À l'inverse, il a été question de remplacer la fabrication du pain des troupes, exclusivement réalisée par la manutention sous tutelle du ministre de la guerre en 1850, par la manutention civile.

## Objectif de la manutention civile
« Concentrer dans un même établissement les deux industries de meunerie et de boulangerie a pour effet de rapprocher le consommateur de pain au plus près du producteur de blé en supprimant les intermédiaires inutiles et coûteux », tel qu'annoncé par E. Barrabé dans son rapport précité.
Les statuts de plusieurs sociétés privées créées vers 1850 ont pour objet de "produire le pain au plus bas prix possible dans toutes les communes de l'Empire français", ou de " fabriquer le pain d'après les procédés économiques qui consistent à réunir dans le même établissement la meunerie et la boulangerie afin de fournir à la consommation un pain de qualité supérieure et à un prix inférieur à celui de la taxe administrative".
À Lyon et à Fontainebleau, ont été créées également vers 1855 des sociétés qui associent dans une même usine la production de farine, la fabrication et la cuisson du pain permettant des économies d'échelle et d'énergie en recourant à la houille moins chère que le bois utilisé par les boulangeries.

## Sort des sociétés de manutention civile
Bien que de nombreuses sociétés privées aient été créées notamment dans la région lyonnaise et dans le Nord, beaucoup ont eu une existence éphémère. Certaines ont été créées à l'initiative de fabricants de machines ou de négociants connaissant mal les habitudes des consommateurs, expliquant leur déclin rapide. 
La liberté d'installation des boulangeries par le décret de 1863 a certainement rétablit une concurrence de nature à limiter les augmentations du prix du pain par les boulangeries et de ce fait retiré à la manutention civile industrielle le principal intérêt de sa constitution. 